# Eparchie Nuestra Señora de los Mártires del Libano en México
Die Eparchie Nuestra Señora de los Mártires del Libano en México (lat.: Eparchia Dominae Nostrae Martyrum Libanensium in Civitate Mexicana Maronitarum) ist eine in Mexiko gelegene Eparchie der maronitischen Kirche mit Sitz in Mexiko-Stadt.

## Geschichte
Die Eparchie Nuestra Señora de los Mártires del Libano en México wurde am 6. November 1995 durch Papst Johannes Paul II. errichtet.

## Bischöfe der Eparchie Nuestra Señora de los Mártires del Libano en México
- Pierre Wadih Tayah, 1995–2002
- Georges M. Saad Abi Younes OLM, 2003–2024
- Sedisvakanz, seit 2024